# Pangu

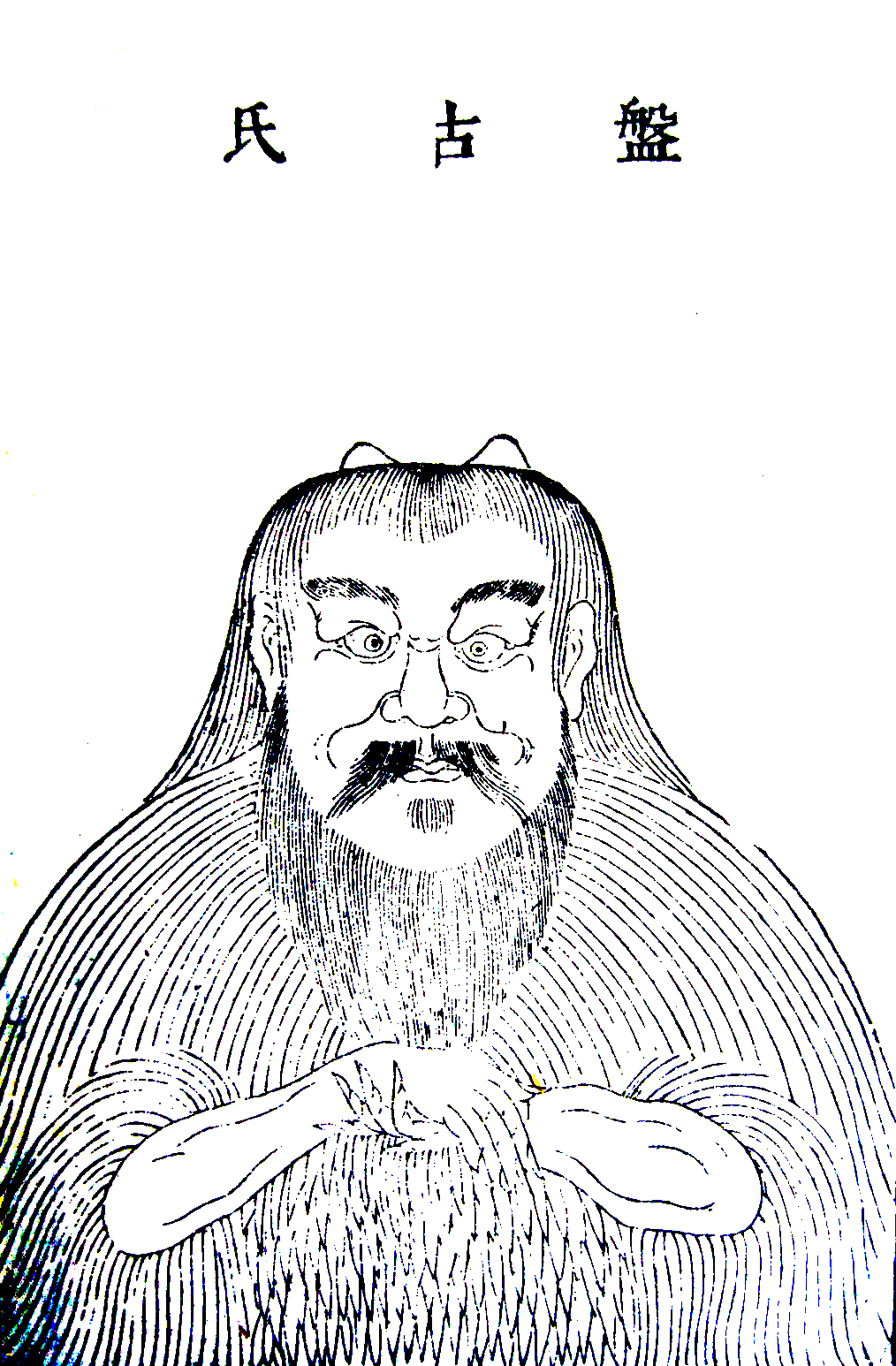
Portrét Pangu od Sancai Tuhui

Pangu (tradiční čínština: 盤古) je dle čínské mytologie první živá bytost a tvůrce všeho živého.

## Legenda
První spisovatel, který zaznamenal mýtus Pangu byl Xu Zheng, během období Třetího království.
Z počátku se ve vesmíru nevyskytovalo nic, kromě beztvárného chaosu. Tento chaos se měnil do podoby vejce po celou dobu asi 18 000 let, kde se uvnitř tohoto vejce dokonale protilehlé principy Jin a Jang staly vyrovnanými a z vejce se zrodil Pangu. Pangu bývá obvykle zobrazován jako primitivní, chlupatý obr s rohy na hlavě, nosící kožešiny. Pangu začal vytvářet svět: oddělil Jin a Jang svou obří sekyrou a vytvořil tak Zemi (Jin) a Oblohu (Jang). Aby je udržel oddělené zůstal stát mezi nimi a tlačil je od sebe. Následně každým dnem obloha rostla a stávala se vyšší, stejně tak jako zem a Pangu, který také rostl.
Po uplynutí 18 000 let, Pangu zemřel. Jeho dech se stal vítr, mlha a mraky; jeho hlas, hrom; jeho levé oko, slunce; pravé oko, měsíc; jeho hlava, hory; krev, řeky; svaly, úrodná půda; vousy, hvězdy; kožešiny, keře a lesy; kosti, cenné minerály; kostní dřeň, posvátné diamanty; jeho pot, déšť; a blechy na jeho srsti nesené větrem se staly zvířaty.
Bohyně Nüwa pak použila jíl na stvoření lidí. Tito lidé byli velice inteligentní, jelikož byli individuálně tvoření bohyní Nüwa, která se pak ale unavila a tak namočila provaz do bláta a kapky, které spadly, se staly novými lidmi, kteří ale nebyli tak chytří jako ti původní.